# Caprauna
Caprauna – miejscowość i gmina we Włoszech, w regionie Piemont, w prowincji Cuneo.
Według danych na rok 2004 gminę zamieszkiwały 133 osoby, 13,3 os./km².